# لژیونر (مجموعه تلویزیونی)
لژیونر نام مجموعه تلویزیونی ۲۰ قسمتی به کارگردانی مسعود آب‌پرور و نویسندگی پیمان عباسی می‌باشد. این مجموعه تلویزیونی در تابستان ۱۳۹۶ ازشبکه پنج سیما پخش شد.

## خلاصه داستان
این مجموعه محوریت اجتماعی و موضوعات خانوادگی بوده و روایتگر مسائل مورد علاقه جوانان در بستری ورزشی است. داستان سریال لژیونر در مورد دو دوست قدیمی به نام بهمن با بازی حسن پور شیرازی و توفیق با بازی محمدرضا شریفی‌نیا است که همچون دو برادر زیر نظر یک پدر بزرگ شده‌اند اما شخصیت‌های متفاوتی دارند حسن پورشیرازی نقش مجری ورزشی تلویزیون را ایفا می‌کند که به تازگی بازنشسته شده‌است و همچون بهرام شفیع که به صداقت و شرافت فوتبال اهمیت می‌دهد، یک برنامهٔ اینترنتی به نام «کارت زرد» به راه انداخته‌است که در آن مباحث و مسائل فوتبال را مطرح می‌کند. اما در نقطه مقابل او محمدرضا شریفی‌نیا به عنوان یک دلال فوتبال که یک تنه می‌تواند پشت صحنه فوتبال را بچرخاند ظاهر شده‌است.
تفاوت نگاه این دو کاراکتر در گزارش دادن مسائل و صداقت و روایت پشت صحنه فوتبال باعث شده‌است روبروی هم قرار بگیرند. پیمان عباسی نویسنده سریال با بیان اینکه «لژیونر» موضوع دلالان فوتبال و اینکه پشت پرده فوتبال چه می‌گذرد را تصویر می‌کند و به بازیکنان فوتبالی که می‌آیند و دو فصل روی نیمکت می‌نشینند و پایشان به توپ نمی‌خورد و بعد دوباره فروخته می‌شوند و اینکه چه کسانی این بازیکنان را وارد تیم‌ها می‌کنند، پرداخته می‌شود.
عباسی در پایان در پاسخ به پرسش خبرنگاران مبنی براینکه الهام از برنامه «نود» عادل فردوسی‌پور در داستان این سریال چقدر بوده‌است گفت: چون از طرفداران برنامه «نود» هستم خیلی از الهامات سریال از این برنامه گرفته شده‌است و با یکسری از خبرنگارانی که با عادل فردوسی‌پور کار می‌کنند، مشورت کرده‌ام و چند نفر دلالی که صحبت کرده‌ام را آنها به من معرفی کردند.

## بازیگران
- محمدرضا شریفی‌نیا (توفیق، شوهر فروغ)
- حسن پورشیرازی (بهمن، پدر فرهاد)
- زهیر یاری (فرهاد)
- هلیا امامی (سپیده)
- ساغر عزیزی (فروغ، مادر سپیده)
- لاله صبوری (عفت، خاله فرهاد)
- اتابک نادری (رضا آذین، شوهر عفت)
- آذین رئوف (رؤیا، دختر عموی فرهاد)
- معصومه آقاجانی (فریدا، مادر آلفردو)
- سید مهرداد ضیایی (همایون یزدانی، پدر آلفردو)
- لادن سلیمانی (فریبا، زن دوم همایون)
- پیام احمدی نیا (جابر، بوکسور)
- مینو نوبهاری (دختر فریبا و همایون)
- بهناز یادگاری (مهشید ملک‌زاده)
- پریچهر مشرفی (مدیر هتل)

با معرفی
- اشپیتیم آرفی (آلفردو، پسر همایون و فریدا)
- حامد آهنگی (تابش، برادر فروغ)

## تغییر نام
این سریال در ابتدا با نام لژیونر شروع به فعالیت کرد ولی در نیمه راه به افسر نمونه تغییر نام داد و در نهایت به اسم لژیونر رسید. مسعود آب‌پرور کارگردان سریال در مورد تغییر عنوان این مجموعه تلویزیونی، گفت: عنوان «لژیونر» برای سریال حتماً عوض می‌شود و اگر عنوان «لژیونر» مشکلی نداشته باشد از آن استفاده می‌کنیم؛ در غیر این صورت عنوان دیگری انتخاب خواهد شد. بنا به گفته عوامل تهیه و تولید این سریال چون لژیونر کلمه لاتین است ممکن است اجازه استفاده از آن داده نشود.